# Zapus
Zapus är ett släkte i familjen springråttor med tre arter som förekommer i Nordamerika.
Det vetenskapliga namnet är bildad av det grekiska prefixet za i betydelsen mycket eller mer samt av ordet pus (fot).

## Utseende
Arterna påminner om vanliga möss med långa bakfötter. De når en kroppslängd (huvud och bål) av 7,5 till 11 cm, en svanslängd av 11 till 16 cm och en vikt av 13 till 20 gram. Före vintern lagrar de fettreserver i svansen och de väger då upp till 37 gram. Bakfötternas längd ligger mellan 28 och 35 mm. Pälsens färg skiftar från den gråbruna ryggen över de gulaktiga sidorna till den vita buken. I äldre avhandlingar nämns ibland att de har kindpåsar för att bära födan men det är felaktig.

## Arter, utbredning och habitat
Släktet utgörs av tre arter.
- Zapus hudsonius förekommer från södra Alaska och Labradorhalvön i norr till Georgia i syd. I bergstrakter av Arizona och New Mexico lever avskilda populationer.
- Zapus princeps påträffas från södra Yukon och South Dakota i norr till sydvästra USA.
- Zapus trinotatus lever mellan sydvästra British Columbia och nordvästra Kalifornien.

Habitatet utgörs av skogar och gräsmarker i låglandet eller i bergstrakter. De föredrar den täta vegetationen nära vattenansamlingar.

## Ekologi
Dessa gnagare är främst aktiva på natten men syns även på dagen. De bygger under sommaren nästan klotrunda bon av växtdelar med en diameter på 10 cm. För vinterdvalan gräver de underjordiska bon som fylls delvis med gräs och löv. Vinterdvalan varar från september/oktober till april/maj. Dessutom kan de vid kyliga väderförhållanden falla i ett stelt tillstånd (torpor). Vid dessa tillfällen kan kroppstemperaturen sjunka till 2 °C.
Arterna skuttar bara med en meter långa hopp när de känner sig hotade. De har bra förmåga att simma och klättra i buskar. Födan utgörs främst av frön som kompletteras med frukter, bär, nötter och insekter.
Individerna lever ensam men reviren av olika kön överlappar varandra. I fångenskap är de ibland aggressiva mot varandra när de sätts i samma bur. Parningen kan ske mellan maj och september, oftast mellan juni och augusti. Beroende på art föder honor en eller två kullar under tiden. Dräktigheten varar upp till 23 dagar och per kull föds upp till nio nakna och blind ungar (genomsnitt fem). De öppnar ögonen efter cirka fyra veckor och kort efteråt slutar honan med digivningen. Individer i fångenskap blev upp till fem år gamla.
Alla tre arter listas av IUCN som livskraftig (LC).